# Ансело, Виржини
Маргарита Луиза Виржини Ансело́ (фр. Marguerite-Louise Virginie Ancelot, урождённая Шардон 15 марта 1792, Дижон — 20 марта 1875, Париж) — французская писательница, драматург, мемуаристка и художница; жена драматурга Жак-Франсуа Ансело́; хозяйка литературного салона.

## Биография
С 12 лет Виржини поселилась в Париже, чтобы учиться живописи. В 1816—1817 годах познакомилась с писателем Жаком-Франсуа Ансело. Они поженились в 1818 году.
Как художница Виржини дебютировала на Салоне 1827 года. Написала тринадцать пьес, некоторые были приняты к постановке в парижские театры. Автор многочисленных повестей и рассказов.
До смерти Жака-Франсуа в 1854 году, около тридцати лет, супруги держали знаменитый салон в отеле де Ларошфуко на рю де Лилль. Здесь еженедельно встречались все знаменитости Франции от эпохи Реставрации до Второй империи: Альфонс Доде, Виктор Гюго, Софи Гэ и её дочь Дельфина де Жирарден, Мелани Вальдор, Рашель, Стендаль, Альфред де Мюссе, Гизо, Ламартин и многие другие.
После смерти мужа Виржини оставила светскую жизнь и посвятила себя воспитанию внуков и мемуарам.

## Произведения

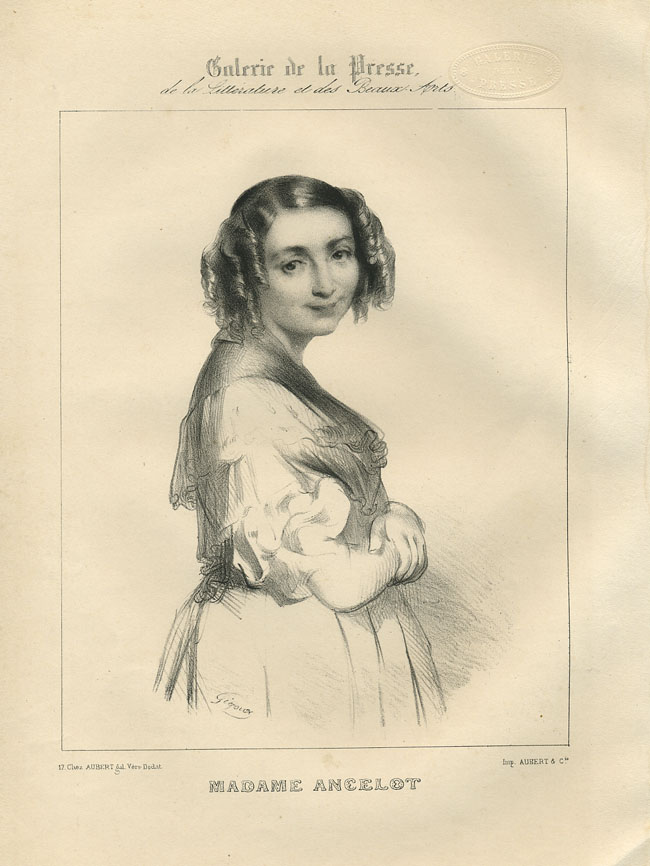
Литографический портрет В. Ансело́ работы Мари-Александра Алофа

### Пьесы
- Le château de ma nièce. Un acte. 1837
- Clémence ou la fille de l’avocat. 1839
- Isabelle ou deux jours d’experience. Un acte. 1838
- Madame Roland. 1843
- Marguerite. 1840

### Романы
- Gabrielle. 1840[5]
- Émerance. 1841
- Méderine. 1843
- Renée de Varville. 1853
- La Nièce du banquier. 1853
- Renée de Varville. 1853
- Georgine. 1855
- Une route sans issue. 1857
- Une famille parisienne au XIXe siècle. 1857
- La fille d’une joueuse. 1858
- Un nœud de ruban. 1858
- Un drame de nos jours. 1860
- Une faute irréparable. 1860
- Le Baron de Frèsmoutiers. 1861
- Les Deux Sœurs. 1866